# 합자조합
합자조합이란 경영을 맡은 무한책임의 업무집행조합원과 여기에 투자를 하는 유한책임조합원으로 구성된 조합을 말한다.

## 한조문
상법 제86조의2(의의) 합자조합은 조합의 업무집행자로서 조합의 채무에 대하여 무한책임을 지는 조합원과 출자가액을 한도로 하여 유한책임을 지는 조합원이 상호출자하여 공동사업을 경영할 것을 약정함으로써 그 효력이 생긴다.